# Şarkikaraağaç
Şarkikaraağaç ist eine Stadt und Hauptort des gleichnamigen Landkreises in der türkischen Provinz Isparta.
Sie liegt etwa 145 km nordöstlich von Antalya und etwa 80 km nordöstlich der Provinzhauptstadt Isparta an der Fernstraße D 695. Die Straßenentfernung beträgt 119 km.
Von der Stadt ist es nicht weit zu drei großen Süßwasserseen:
- 40 km nördlich der Akşehir-See (353 km²)
- 16 km südlich der Beyşehir-See (651 km²)
- 36 km westlich der Eğirdir-See (482 km²).

Şarkikaraağaç war bis 1878 Teil von Konya und wechselte danach zu Isparta. Lt. Stadtsiegel ist es eine Belediye seit 1864.

## Landkreis
Der östlichste Kreis der Provinz Isparta bestand schon bei Gründung der Türkischen Republik 1923. Zur ersten Volkszählung (1927) hatte er eine Einwohnerschaft von 25.431 auf 1475 km² Fläche in 52 Ortschaften, wobei 16 % (4085) der Einwohner auf den Verwaltungssitz Charki-Kara (damalige, an das französisch angelehnte Schreibweise) entfielen.
Der Kreis Şarkikaraağaç grenzt im Norden an den Kreis Yalvaç im Nordwesten an Gelendost, im Westen an Eğirdir, im Süden an Aksu und Yenişarbademli. Im Osten grenzt er an die Provinz Konya, im Südosten bildet der See Beyşehir Gölü eine natürliche Grenze zu dieser Provinz.
Der Landkreis besteht neben der Kreisstadt (2029: 58,8 % der Kreisbevölkerung) aus den zwei Gemeinden Çarıksaraylar (2877) und Çiçekpınar (2232 Einw.) sowie aus 26 Dörfern (Köy) mit durchschnittlich 394 Bewohnern. Göksöğüt ist das größte Dorf (1026 Einw.). Die Bevölkerungsdichte erreicht nicht den halben Provinzdurchschnitt (von 49,2 Einw. je km²).

## Persönlichkeiten
- Enver Şimşek (1961–2000), Blumengroßhändler in Hessen und das erste Opfer der Mordserie der terroristischen Vereinigung „Nationalsozialistischer Untergrund“